# 伏尔泰 (北达科他州)
伏尔泰（英語：Voltaire），是美国北达科他州下属的一座城市。根据2010年美国人口普查，该市有人口40人。